# Walens
Walens, właściwie Flavius Valens (ur. 328 w Cibalae, zm. 9 sierpnia 378) – cesarz rzymski od 364 roku.

## Życiorys
Urodził się w 328 r., prawdopodobnie w Cibalae. Brat Walentyniana I. Karierę rozpoczął w armii, ale jedynym wyższym stanowiskiem była funkcja protector domesticus, tj. gwardzisty, którą musiał sprawować prawdopodobnie od 359 r. Nie jest jasne, czy pozostał w gwardii po 362 r., gdy imperator Julian przeprowadził czystki w tej formacji. Wówczas prawdopodobnie przeciwstawiał się antychrześcijańskim zapędom Juliana, choć jest możliwe, że ten wątek dodano do jego biografii już po wyniesieniu na tron. Po nagłej śmierci imperatora Jowiana w lutym 364 r. jego następcą został Walentynian, który przekazał Walensowi rządy we wschodniej części cesarstwa, obejmującej prefekturę Wschodu. Wybór Walensa na kolejnego cesarza przyjęto z niezadowoleniem ze względu na jego brak doświadczenia wojskowego i cywilnego; główną jego zaletą z punktu widzenia stabilności państwa była bezwzględna lojalność względem brata.
Ingerował w wewnętrzne spory Kościołów na rzecz arianizmu, którego był wyznawcą, i prześladował katolików, m.in. wygnał biskupów przywróconych przez Juliana. Natomiast jego brat pozostawał wyznawcą nicejskiej wersji chrześcijaństwa. Równocześnie cesarz prześladował pogańskich intelektualistów, ale dbając o zasoby biblioteki konstantynopolitańskiej ustanowił etatowych kopistów antiquarii, 4 greckich i 3 łacińskich, którzy na stałe zajmowali się przepisywaniem i konserwacją starych tekstów klasyków. W latach 365–368 wraz z Walentynianem przeprowadził reformę monetarną i będąc niechętny zwiększaniu podatków, raczej ograniczał obciążenia poddanych na rzecz państwa, choć z drugiej strony chętnie gromadził bogactwa. W czasie swoich rządów dbał o odbudowę zniszczonych miast i starał się zapewniać prowincjom możliwości rozwoju. Surowo karał nadużycia i malwersacje urzędników, wystrzegał się także faworyzowania krewnych, jednakże był podejrzliwy, szorstki, mało energiczny, słaby, tchórzliwy, skłonny do okrucieństwa i bywał niesprawiedliwy.
W latach 365–366 mierzył się z buntem krewnego Juliana, Prokopiusza, poganina, którego w Konstantynopolu ogłoszono imperatorem. W tym czasie Walentynian musiał zwalczać najazdy Alamanów, co zmusiło go do podróży na północ i umocnienia granicy na Renie. Walens ostatecznie odniósł zwycięstwo, jednak już w latach 367–368 (lub 367–369) musiał prowadzić wojnę z Gotami pod wodzą Atanaryka (określanymi także niepewnie jako Terwingowie), następnie (370–378) walczył z królem perskim Szapurem II, który wcześniej pokonał króla Armenii Arszaka II.
Podczas wojny z Persją Walens osadził na ormiańskim tronie swego kandydata i zaczął w 375 r. planować większą operację przeciw przeciwnikowi, jednak konflikty z Izauryjczykami i Saracenami oraz nagła śmierć Walentyniana I wskutek udaru zmusiły go do odłożenia tych planów. W tym samym czasie Hunowie zaczęli wypierać Gotów, którzy zaczęli zwracać się do imperium o pomoc. Gotom pod wodzą Fritigerna Walens udzielił zgody na wkroczenie w granice imperium, jednak ich śladem podążyły kolejne grupy, które padły ofiarą nadużyć rzymskich wojskowych organizujących przesiedlenia.

### Śmierć
W 377 r. Goci podnieśli bunt, pozyskując jako sojuszników Alanów i Hunów. Walens został zmuszony do przerwania działań wojennych, gdy wybuchło powstanie, i pośpieszył uspokoić sytuację i spacyfikować barbarzyńców. Posłał również prośbę o posiłki do swojego bratanka, Gracjana, cesarza na zachodzie.
Na początku sierpnia, nie czekając na przybycie armii Gracjana, wyruszył z ufortyfikowanego obozu przeciwko armii Gotów. W efekcie wybuchła bitwie pod Adrianopolem. Cesarz, według różnych źródeł, zginął podczas niej trafiony strzałą, spadł z konia i utonął w bagnie lub też ranny opuścił pole bitwy, chroniąc się w domu, który następnie Goci podpalili (być może nie wiedząc, że w środku jest Walens). Jego ciała nie odnaleziono.

## Rodzina
Walens był żonaty z arianką Albią Dominiką (zm. po 381 r.), córką żołnierza Petroniusza. Data małżeństwa nie jest znana, ale nastąpiło ono przed objęciem tronu, gdyż zaraz po objęciu władzy Walens wyniósł teścia do godności patrycjusza. Z tego małżeństwa pochodzili:
- Walentynian Galates[14] (ur. 18 stycznia[15] 366 r.[16], zmarł ok. 370 r.[17]),
- Anastazja[2],
- Karosa[2].